# Janie Allan
Janie Allan (28 de marzo de 1868 - 29 de abril de 1968), fue una de las principales fuentes de financiación y una activista escocesa del movimiento militante de sufragistas de principios del siglo XX.

## Primeros años y la familia
Janie Allan nació en el seno de la rica familia de Glasgow propietaria de la compañía naviera Allan Line. Su abuelo, Alexander Allan, fundó la empresa en 1819, y para cuando su padre, el menor de los cinco hijos de Alexander Allan, también llamado Alexander, se hizo cargo de la dirección de las operaciones de la compañía en Glasgow, la línea tenía muchos buques, oficinas adicionales en Liverpool y Montreal, y había arrebatado el contrato norteamericano del Royal Mail a la Cunard Line.
Al igual que muchos de su familia, Allan tenía opiniones políticas socialistas y ayudaba a los pobres de la ciudad. Fue uno de los primeros miembros del Partido Laborista Independiente (ILP), y editó una columna que cubría temas de sufragio femenino para el periódico socialista Forward.

## Movimiento sufragista
En mayo de 1902, Allan desempeñó un papel decisivo en la refundación de la rama de Glasgow de la Sociedad Nacional para el Sufragio de las Mujeres como la Asociación para el Sufragio Femenino de Glasgow y el Oeste de Escocia (GWSAWS), fue miembro de su comité ejecutivo. Fue un importante apoyo financiero, y como una de las vicepresidentas de GWSAWS asumió un cargo en el comité de la Unión Nacional de Sociedades de Sufragio Femenino (NUWSS) en 1903, con el fin de representar a la asociación tras su afiliación.
En 1906, Allan se encontraba entre el público cuando Teresa Billington-Greig —que había sido arrestada y encarcelada tras una protesta en Londres a principios de año— realizó una gira por Escocia, aunque las propias GWSAWS se negaron a invitar a Billington a hablar. En diciembre de ese año asistió a una conferencia de Helen Fraser en la que expuso los principios militantes de la recién formada Unión Social y Política de las Mujeres (WSPU). En 1907, preocupada por que la no violenta GWSAWS, no estaba siendo tan efectiva como debería haber sido, Allan renunció a su comité ejecutivo y se unió a la WSPU, aunque mantuvo su suscripción con la GWSAWS hasta 1909.
En los años siguientes, Allan proporcionó al menos 350 libras esterlinas (aproximadamente el equivalente a 36.000 libras esterlinas en 2019) en fondos a la Unión Sindical Mundial de Fútbol (USP), así como donó algunos fondos para la Liga de la Libertad de las Mujeres (WFL) tras su separación de la USPM. Además de sus contribuciones monetarias, Allan fue una participante activa en el activismo militante de la UPML.

### Encarcelamiento y alimentación forzada
A principios de marzo de 1912, junto con más de 100 personas, Allan participó en una protesta por romper ventanas en el centro de Londres. Las mujeres escondían grandes piedras y martillos bajo sus faldas y, una vez en posición, en una acción coordinada destruyeron escaparates en Regent Street, Oxford Street, y los alrededores. Después de esto, las mujeres esperaron pacientemente y con calma a que llegara la policía. Mientras la atención policial se desviaba a otros lugares por las protestas, Emmeline Pankhurst y otras tres se las arreglaron para acercarse lo suficiente al 10 Downing Street para lanzar piedras a través de cuatro de sus ventanas. Después, junto con muchos de sus compañeras, Allan fue arrestada, juzgada y sentenciada a cuatro meses en la prisión de Holloway.
Su encarcelamiento fue ampliamente publicitado, y alrededor de 10.500 personas de Glasgow firmaron una petición para protestar por su libertad. Su compañera sufragista, Margaret McPhun —que estuvo presa en Holloway durante dos meses en 1912 después de romper una ventana de la oficina del gobierno— compuso un poema titulado "To A Fellow Prisoner (Miss Janie Allan)", que fue incluido en la antología Holloway Jingles publicada por la sucursal de Glasgow de la WSPU en este mismo año de 1912.
Durante su estancia en la cárcel, Allan utilizó su posición privilegiada para mejorar los niveles de comodidad de sus reclusas, incluyendo la distribución de dulces y fruta a sus compañeras sufragistas. A los dos meses de su sentencia, puso barricadas en la puerta de su celda, y se dice que tres hombres con herramientas tardaron alrededor de tres cuartos de hora en entrar en la habitación. Tras esta acción, Allan inició una huelga de hambre, una forma de protesta que había sido iniciada entre el movimiento sufragista por Marion Wallace Dunlop en 1909. Sin embargo, después de que Dunlop obligara a las autoridades a liberarla por motivos de salud, el gobierno británico introdujo una política de alimentación forzada de las sufragistas encarceladas que se negaban a comer.
De acuerdo con esta política, Allan fue alimentada a la fuerza durante una semana completa. La alimentación forzada fue una prueba descrita por Emmeline Pankhurst como un «horrible ultraje», y ha sido comparada por la estudiosa de historia de la mujer June Purvis a una forma de violación. En una carta posterior a un amigo, la propia Allan declaró que «No me resistí en absoluto... sin embargo, el efecto sobre mi salud fue muy desastroso. Soy una mujer muy fuerte y absolutamente sana de corazón y pulmones, pero no fue hasta cinco meses después, que pude hacer algún ejercicio, empezar a sentirme en mi salud habitual de nuevo, los nervios de mi corazón se vieron afectados y no estaba en condiciones de hacer ningún esfuerzo ... No hay duda de que simplemente arruina la salud.»
En febrero de 1914, la alimentación forzada se implantó en Escocia durante el encarcelamiento de Ethel Moorhead por resistirse violentamente al arresto tras ser vista comportándose de forma sospechosa en las proximidades de Traquair House. Allan fue una parte clave de la campaña contra esta acción, y además de protestar públicamente se reunió con el comisionado de Prisiones Médicas, James Devon, para abogar en contra del uso de un método que ella consideraba probable que «dañara permanentemente la salud de la mujer». En junio de ese año, Allan escribió a las autoridades de la prisión que la quema de la iglesia parroquial de Whitekirk cerca de Edimburgo se debía al tratamiento de Moorhead y que si otras sufragistas en Perth, Arabella Scott y la mujer conocida como «Frances Gordon» eran alimentadas a la fuerza, amenazaban con que la próxima visita real a Escocia podría ver protestas «desastrosas». Y en julio, Allan volvió a intervenir al más alto nivel, en apoyo de Frances Parker tras su encarcelamiento por intento de incendio en la primera casa de Robert Burns.

### Protestas por los impuestos

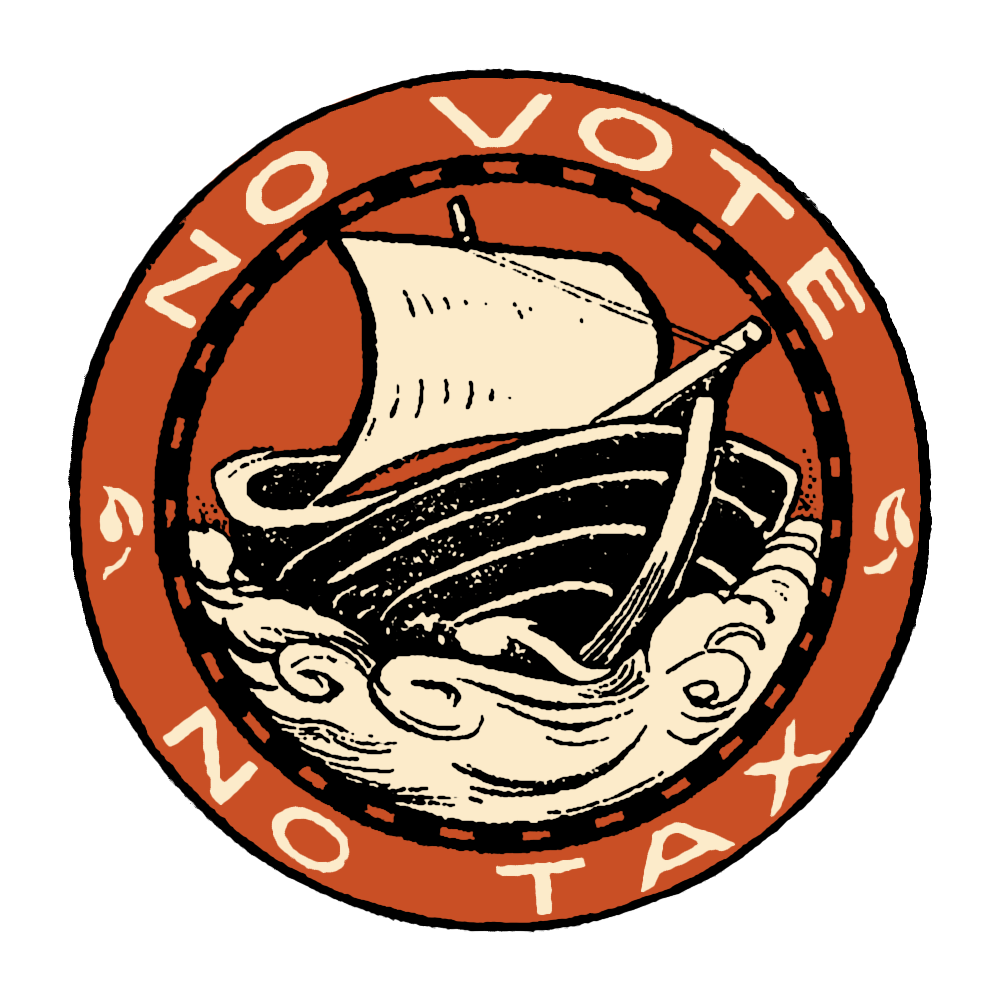
Insignia de Liga de Resistencia Fiscal de la Mujer(WTRL) diseñada por Mary Sargant Florence.

Allan fue llevada a juicio en 1913. Además de la acción directa por sufragio, participó en la Liga de Resistencia Fiscal de la Mujer y la apoyó, argumentando que como las mujeres no podían votar y por lo tanto no estaban representadas en el parlamento, no debían estar sujetas a impuestos. Estas creencias la llevaron a negarse a pagar la propuesta popular sobre sus ingresos e inversiones para el ejercicio financiero que finalizó en abril de 1912. En su juicio del 1º de marzo de 1913, Allan se defendió y argumentó que, como las mujeres no eran consideradas «personas» en virtud de la Ley de Franquicias, tampoco debían ser consideradas «personas» en virtud de la Ley de Finanzas. El juez, James Cullen, falló en su contra y declaró que «quedando claro en una interpretación de estos estatutos [fiscales] que las mujeres no están excluidas de su ámbito de aplicación».

### Incidente de St. Andrew's Halls
A principios de 1914, Allan se había convertido en una de los principales organizadoras de la Unión Social y Política de las Mujeres (WSPU) en el oeste de Escocia, con sede en Glasgow. El 9 de marzo de 1914, Emmeline Pankhurst, la líder nacional de la UIPC, iba a dirigirse a una reunión pública en St. Andrew's Halls de la ciudad, y Allan estaba presente. Ethel Moorhead dijo que Allan tenía presencia debido a su altura, belleza y tranquilidad. El evento tuvo lugar cuando Pankhurst había sido recientemente liberada de prisión bajo los términos de la nueva, llamada Cat and Mouse Act,("Ley del Gato y el Ratón"), introducida por el gobierno para contrarrestar las huelgas de hambre de las sufragistas. De acuerdo con la ley, una vez que Pankhurst fuera devuelta a su plena salud, debía ser detenida y reencarcelada.
La policía de Glasgow decidió aprovechar la ocasión del discurso público para efectuar el arresto. Sin embargo, las activistas de la WSPU anticiparon su acción y aumentaron la cobertura de seguridad para su líder, incluyendo la aplicación de un estricto secreto en torno a sus movimientos y la construcción de una barrera de alambre de púas oculto en la parte delantera del escenario. Al poco tiempo del discurso de Pankhurst, alrededor de 160 agentes de policía irrumpieron en la sala y comenzaron a moverse hacia el escenario. Fueron recibidos por un aluvión de sillas y macetas arrojadas, y pronto estallaron peleas entre la policía y los miembros de la audiencia. Durante la conmoción, una de las mujeres presentes sacó un revólver y disparó varios cartuchos de fogueo hacia el techo. La policía trató de detenerla, pero ella se las arregló para escapar. A pesar de no haber sido identificada positivamente en ese momento, muchos han afirmado que Allan era la mujer con el revólver, aunque ella trató en vano durante seis meses después de conseguir una investigación pública sobre el comportamiento de la policía.

### Incidente del Palacio de Buckingham
En mayo de 1914, Allan describía en The Suffragette, lo que había oído sobre la valentía de las mujeres frente a la brutalidad policial en el Palacio de Londres el 21 de mayo y cómo el trato duro continuó después dentro de la comisaría de Hyde Park.

## Últimos años
Al estallar la Primera Guerra Mundial, en 1914, la WSPU suspendió sus actividades de sufragio femenino y apoyó un esfuerzo nacional concertado en el conflicto. Allan donó en 1914, una gran suma de dinero a la Flora Murray y a Louisa Garrett Anderson para la fundación del Cuerpo del Hospital de Mujeres.
En 1923 presidió el Comité de Vigilancia de la Mujer, continuando a informar sobre las actitudes de las autoridades públicas hacia las mujeres, y participó en el Consejo escocés de Oficios de la Mujer durante 20 años. Allan murió en abril de 1968 en su casa de Invergloy, cerca de Spean Bridge en las Tierras Altas de Escocia, un mes después de cumplir 100 años.